# Face in the Crowd
Face in the Crowd è l'unico album discografico del gruppo musicale inglese Merton Parkas, pubblicato nel 1979 dall'etichetta discografica Beggars Banquet Records.

## Tracce

### Lato A
1. Face in the Crowd - (1:57)
2. Plastic Smile - (2:12)
3. Empty Room - (2:59)
4. Tears of a Clown - (2:53)
5. Hard Times - (2:23)
6. Silent People - (3:13)

### Lato B
1. When Will It Be - (2:47)
2. Give It to Me Now - (2:29)
3. You Need Wheels - (2:44)
4. You Should Be So Lucky - (1:59)
5. I Don't Want to Know You - (2:16)
6. (I'm Not Your) Steppin' Stone - (3:38)

## Formazione
- Danny Talbot - Cantante, Chitarrista. armonica a bocca
- Mick Talbot - tastierista
- Neil Wurrel - Bassista
- Simon Smith - Batterista